# Якимович Іван Костянтинович
Іван Костянтинович Якимович (1890 — 25.04.1938) — народний комісар внутрішнього управління Донецько-Криворізької республіки з 1 по 30 квітня 1918 р., голова Одеської міської ради в 1930—1932 рр. Член ВУЦВК.

## Біографія
Освіта середня.
На початку 1911 року працював на криворізьких залізних рудниках, а з 1914 — на вугільних шахтах.
В 1917 вступив в партію більшовиків. Вів революційну роботу в Луганську.
Нарком внутрішнього управління Донецько-Криворізької республіки з 1 по 30 квітня 1918.
У 1918—1920 рр. був більшовицьким комендантом Царицина, Харкова, Катеринослава, Одеси.
З липня 1920 начальник і комісар 10 дивізії, з лютого 1921 начальник Донецької дивізії ВЧК. У січні 1922 був нагороджений орденом Червоного Прапора РРФСР (Наказ РВСР № 4). З грудня 1923 р. — керівник робітничо-селянської міліції та карного розшуку УСРР, заступник наркома внутрішніх справ УСРР.
З грудня 1930 по березень 1932 — голова Одеської міської ради. 
У 1937 був начальником Головного управління лісоохорони та лісонасаджень при РНК СРСР. Місце проживання: Москва, Даев пров., Буд. 29, кв. 13.
Заарештовано 19.08.1937, засуджений 25.04.1938 Військовою колегією Верховного суду СРСР за звинуваченням в участі в контрреволюційній терористичній організації. Розстріляний 25.04.1938 на полігоні «Комунарка».
Посмертно реабілітований 08.12.1956 ВКВС СРСР.

## Відзнаки
- орденом Червоного Прапора РРФСР (.01.1922)
- Орден Трудового Червоного Прапора УСРР (30.01.1929)[3]